# ارنستو باسیله
 ارنستو باسیله (انگلیسی: Ernesto Basile؛ ۳۱ ژانویهٔ ۱۸۵۷ – ۲۶ اوت ۱۹۳۲) یک معمار اهل ایتالیا بود.